# Head Over Heels (película de 2012)
Head Over Heels, conocida en Latinoamérica como De la cabeza a los pies, es un cortometraje animado de 2012 dirigido por Timothy Reckart, con voces de Nigel Anthony y Rayyah McCaul. La película fue nominada en la categoría Mejor Cortometraje de Animación en la edición n.º 85 de los Premios de la Academia. También ganó un Premio Annie y el Cartoon d'Or al mejor cortometraje de animación europeo. Después de ser nominada para un premio de la Academia, la película fue lanzada junto con los otros 15 cortometrajes nominados al Oscar en los cines por la compañía ShortsHD.

## Sinopsis
Después de muchos años de matrimonio, los esposos Walter y Madge se han distanciado: él vive en el piso y ella vive en el techo. Viven vidas separadas, no se hablan y apenas se miran. Cuando Walter intenta volver a encender su viejo romance, eso hace que su amor se derrumbe, y la pareja que no puede ponerse de acuerdo sobre qué camino debe seguir debe encontrar la forma de volver a unir su matrimonio.